# Ígor Leonídovitx Kiríl·lov
|  | Per a altres significats, vegeu «Ígor Anatólievitx Kiríl·lov». |

Ígor Leonídovitx Kiríl·lov   (Moscou, 14 de setembre de 1932 - Moscou, 29 d'octubre de 2021) va ser un presentador de notícies estrella de la Televisió Central Soviètica (TsT SSSR), la principal radiodifusora de l'estat de la Unió Soviètica. Presentava el programa de notícies de les 9:00pm Vrémia de la TsT SSSR.

## Carrera
Va començar treballant per la Televisió Central Soviètica l'any 1957, després de treballar durant dos anys al Teatre Taganka. Durant 30 anys, va ser el copresentador de Vrémia, el noticiari de màxima audiència de la cadena. El programa, que encara té un abast a tota Rússia en diverses cadenes i internacionalment, és un dels noticiaris més vistos del món. Durant la seva tinença, Kiríl·lov, sovint al costat dels seus col·legues Nonna Bodrova, va ser la cara més coneguda de cadena estatal de la Unió Soviètica per als esdeveniments nacionals fonamentals, com ara les celebracions anuals de fets estatals, la mort i funeral de Leonid Bréjnev i els seus successors Iuri Andrópov i Konstantín Txernenko, i la decisió del govern soviètic d'envair l'Afganistan el 1979, així com els Jocs Olímpics de Moscou el següent any. Kiríl·lov també va acompanyar dignitaris, en particular els líders soviètics, en les seves visites oficials a països estrangers per fer reportatges del lloc.
Kiríl·lov va rebre el Premi Estatal de l'URSS el 1977 i la condecoració d'Artista del Poble de l'URSS el 1988. Kiríl·lov també va aparèixer en algunes pel·lícules russes, principalment cameos. Va retirar-se de presentador l'any 1987 i s'uní a CT USSR (després Ostankino TV, llavors ORT). Va retirar-se el 1996, però periòdicament apareix com a presentador musical per alguns concerts i la desfilada anual Dia de la Victòria a la Plaça Roja.
El 2006 Kiríl·lov també va rebre el prestigiós Ordre al Mèrit per a la Pàtria.
El 30 d'octubre de 2021 va morir per al 90è any de vida.